# Mihály Bozsi
Mihály Bozsi (2 de març de 1911 a Budapest - 5 de maig de 1984 a Budapest) va ser un jugador de waterpolo hongarès que va competir en els Jocs Olímpics d'Estiu de 1936. Va formar part de l'equip hongarès que va guanyar la medalla d'or. Va jugar sis partits, inclosa la final. D'ell es destaca l'habilitat que va desenvolupar, "xut de bozsi" (batejat pel nom de l'autor), i avui dia encara s'utilitza.